# La Dame aux jambes d'azur
La Dame aux jambes d'azur est une « pochade » en un acte d'Eugène Labiche, en collaboration avec Marc-Michel, créée au théâtre du Palais-Royal à Paris le 11 avril 1857.
Elle a paru aux éditions Michel Lévy frères.

## Argument
Au printemps 1857, Arnal, célèbre acteur de Labiche présenté ici comme un auteur un peu prétentieux, décide de composer et de mettre en scène sa propre pièce, La Dame aux jambes d'azur. L’histoire se passe dans la région de Venise au XVIIe siècle et présente des personnalités importantes de la vie politique et aristocratique de Venise.
Mais les comédiens ne sont pas franchement prêts et ils ont beaucoup de difficultés à dissocier théâtre et vie privée.
La pièce commence par un discours d'Arnal, annonçant au public que, malheureusement, La Dame aux jambes d'azur ne pourra pas être jouée le soir même, car elle n'est pas au point, que les acteurs vont passer la nuit à répéter, et que les spectateurs qui resteront n'auront pas le droit de manifester leur désapprobation. Puis on apprend que plus aucun des acteurs ne se souvient de son rôle. La répétition commence.
C'est alors que Ravel, un ami d'Arnal, arrive sur le lieu de la répétition et demande à y assister. Arnal lui présente la pièce, puis une discussion s'engage sur le décor, qui représente une forêt, alors que la pièce se passe à Venise, puis sur une cheminée qu'Arnal veut placer sur scène « pour que le duc de Ferrare prenne ses pistolets dessus », alors qu'il pourrait les avoir dans sa poche...
C'est à Grassot de commencer son monologue. Mais juste avant de commencer, il se rappelle qu'il doit déménager, et quitte la répétition pour trouver un logement. Arnal décide alors de répéter la scène où intervient Aline Duval, qui doit jouer la princesse. Celle-ci, crevant de faim, mange une saucisse, puis crève de soif. Puis, c'est l'entrée de Hyacinthe, déguisé en vieux moine. Mais il arrive avec un chien sur scène pour le tenir, sinon « il se bat avec celui d'Amant ». La scène continue, jusqu'à ce que ce soit l'entrée d'Amant, jouant le duc Alphonse d'Este, qui arrive avec son chien sur scène « sinon, il se bat avec celui de Hyacinthe ». Arnal et Ravel prennent alors chacun un chien pour les tenir tranquilles.
C'est alors que Grassot revient : il a cherché partout un logement sans en trouver. Il demande alors si quelqu'un a vu Mme Chatchignard, qui est propriétaire d'un immeuble aux Batignolles. Celle-ci est justement dans la salle. Les petites affaires commencent, et finalement, cédant à la pression de tous les acteurs, Mme Chatchignard loue son appartement à Grassot pour 800 francs.
L'affaire conclue, Arnal veut continuer la répétition, mais les autres ne sont pas de cet avis. Arnal demande alors si quelqu'un veut bien répéter le couplet pour le public. Mais aucun acteur ne veut. Ravel se propose alors, mais n'arrive pas à lire les paroles. Les autres essaient aussi, mais aucun d'entre eux, ni même Arnal qui a écrit le couplet, n'arrive à lire les paroles correctement. La pièce se termine sur cette tentative collective de chanter ce « couplet pour le public ».

## Distribution de la création
| Rôle                                                           | Acteur           |
| -------------------------------------------------------------- | ---------------- |
| Arnal, devant jouer Papagallo, le président du conseil des Dix | Arnal            |
| Ravel, ami d'Arnal                                             | Ravel            |
| Grassot, devant jouer le doge de Venise                        | Grassot          |
| Hyacinthe, devant jouer Bengalo-Bengalini, un page             | Hyacinthe        |
| Amant, devant jouer Alphonse d'Este, le duc de Ferrare         | Amant            |
| Un machiniste                                                  | Lacroix          |
| Aline, devant jouer la Catharina, la fille du doge             | Aline Duval      |
| Mme Chatchignard                                               | Félicia Thierret |

## Autour de la pièce
Dans la pièce, Grassot cherche un appartement, ce qui fait référence à la grande crise du logement qui a frappé la France dans les années 1850[réf. nécessaire].